# Itame bitactata
Itame bitactata là một loài bướm đêm trong họ Geometridae.